# Driebes
Driebes é um município da Espanha na província de Guadalajara, comunidade autónoma de Castilla-La Mancha, de área 38,11 km² com população de 434 habitantes (2007) e densidade populacional de 9,47 hab/km².
A localidade sofre de desertificação.

## Demografia
| Variação demográfica do município entre 1991 e 2004 | Variação demográfica do município entre 1991 e 2004 | Variação demográfica do município entre 1991 e 2004 | Variação demográfica do município entre 1991 e 2004 |
| --------------------------------------------------- | --------------------------------------------------- | --------------------------------------------------- | --------------------------------------------------- |
| 1991                                                | 1996                                                | 2001                                                | 2004                                                |
| 370                                                 | 364                                                 | 352                                                 | 361                                                 |

## Património
- Cidade romana, Caraca - estima-se que teve 1.800 habitantes[3].